# テイラー・フリッツ
テイラー・ハリー・フリッツ（Taylor Harry Fritz, 1997年10月28日 - ）は、アメリカ・カリフォルニア州ランチョパロスベルデス出身の男子プロテニス選手。ATPランキング自己最高位はシングルス4位、ダブルス104位。これまでにATPツアーでシングルス10勝を挙げている。身長196cm、体重86kg。右利き、バックハンド・ストロークは両手打ち。

## 選手経歴

### ジュニア時代
母親もテニス選手で3度のグランドスラム準々決勝進出経験のあるキャシー・メイである。

### 2015年 プロ転向
全仏オープンの男子ジュニアシングルスで決勝に進出、トミー・ポールに敗れ、準優勝。6月のノッティンガム・オープンでツアー初出場を果たすと、1回戦でパブロ・カレーニョ・ブスタを破る。全米オープンの男子ジュニアシングルスで決勝に進出し、全仏で敗れたトミー・ポールを今度は破り、優勝した。9月にプロ転向するとATPチャレンジャーツアーで優勝2回、準優勝1回を飾る。年間最終174位。
ジュニアグランドスラム決勝進出結果
| 結果   | 年     | 大会         | サーフェス | 対戦相手       | スコア             |
| ------ | ------ | ------------ | ---------- | -------------- | ------------------ |
| 準優勝 | 2015年 | 全仏オープン | クレー     | トミー・ポール | 6–7(4–7), 6–2, 2–6 |
| 優勝   | 2015年 | 全米オープン | ハード     | トミー・ポール | 6–2, 6–7(4–7), 6–2 |

### 2016年 トップ100入り

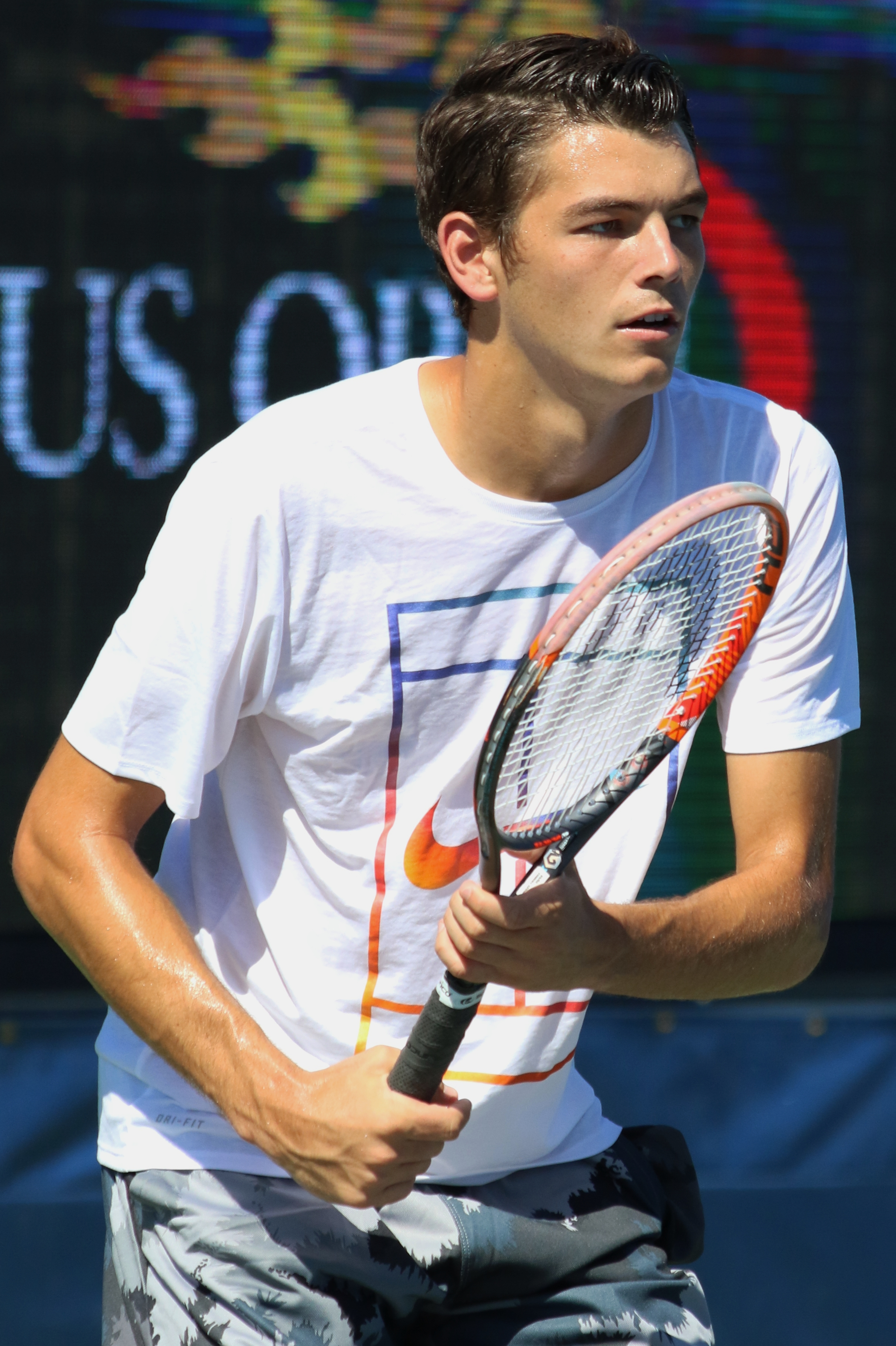
2016年全米オープンでのテイラー・フリッツ

ハッピーバレー・チャレンジャーで優勝すると、全豪オープンでグランドスラム初出場。1回戦でジャック・ソックに4-6, 6-3, 6-0, 3-4, 4-6で敗れた。
2月のメンフィス・オープンでは2回戦で第2シードのスティーブ・ジョンソンに7-6(5), 7-6(8)で勝利すると、準々決勝でベンヤミン・ベッカーを破り、アメリカ人としてはマイケル・チャン以来の若さでの準決勝進出。さらに準決勝でリシャルダス・ベランキスを破り、ツアー3大会目にして決勝進出。決勝で世界ランク7位の錦織圭と対戦し、4-6, 4-6で敗れ、準優勝。自己最高ランクを更新する102位となった。
翌々週のメキシコ・オープンでも予選を突破し、本戦では1回戦、当時世界ランク30位のジェレミー・シャルディーを6-4, 3-6, 6-3で破り、ベスト8進出。自己最高ランク81位となり、トップ100入りを果たす。
全仏オープンでは1回戦で同じく若手のボルナ・チョリッチに3-6, 1-6, 3-6で敗れた。
ウィンブルドン選手権は初戦で世界ランク5位のスタン・ワウリンカに6-7(4), 1-6, 7-6(2), 4-6で敗れた。
全米オープン前の世界ランキングで53位となる。
全米オープンでは1回戦で再びジャック・ソックに6-7(3), 5-7, 6-3, 6-1, 4-6で敗れた。
トップ100の最も若い選手に贈られる新人賞を受賞した。年間最終ランキングは76位。

### 2017年 グランドスラム初勝利
全豪オープンでは1回戦でジル・ミュラーに敗れた。3月のBNPパリバ・オープンでは2回戦で世界ランク7位のマリン・チリッチに4–6, 7–5, 6–4で勝利した。しかし前半戦は故障に悩まされ、クレーコートシーズンはスキップした。全米オープンの1回戦でマルコス・バグダティスに勝利し、グランドスラム初白星をあげた。年間最終ランキングは104位。

### 2018年 トップ50入り
ヌメアで開催されたATPチャレンジャーツアーではベスト8入り。全豪オープンは予選敗退。その後のニューポートビーチで開催されたATPチャレンジャーツアーでは優勝する活躍を見せた。ダラスでのATPチャレンジャーツアーではベスト8入り。デルレイビーチ・オープンでもベスト8入りをする。準々決勝でデニス・シャポバロフに敗れた。インディアンウェルズでのチャレンジャーではベスト4入り。
BNPパリバ・オープンではアンドレイ・ルブレフ、フェルナンド・ベルダスコらを破り、ATPマスターズ1000初の4回戦進出。4回戦ではボルナ・チョリッチに敗れた。
全仏オープンでは初戦敗退。ウィンブルドン選手権では2回戦でアレクサンダー・ズベレフに敗退。8月のアビエルト・メキシコ・ロス・カボスではタナシ・コキナキスと組んだダブルスで準優勝を飾った。全米オープンは3回戦でドミニク・ティームに敗れた。成都オープンではベスト4入り。準決勝ではファビオ・フォニーニに敗れた。上海マスターズでは予選を突破し、2回戦進出。
Next Gen ATPファイナルズに初出場するも、1勝2敗でラウンドロビン敗退。年間最終ランキングは49位。

### 2019年 ツアー初優勝

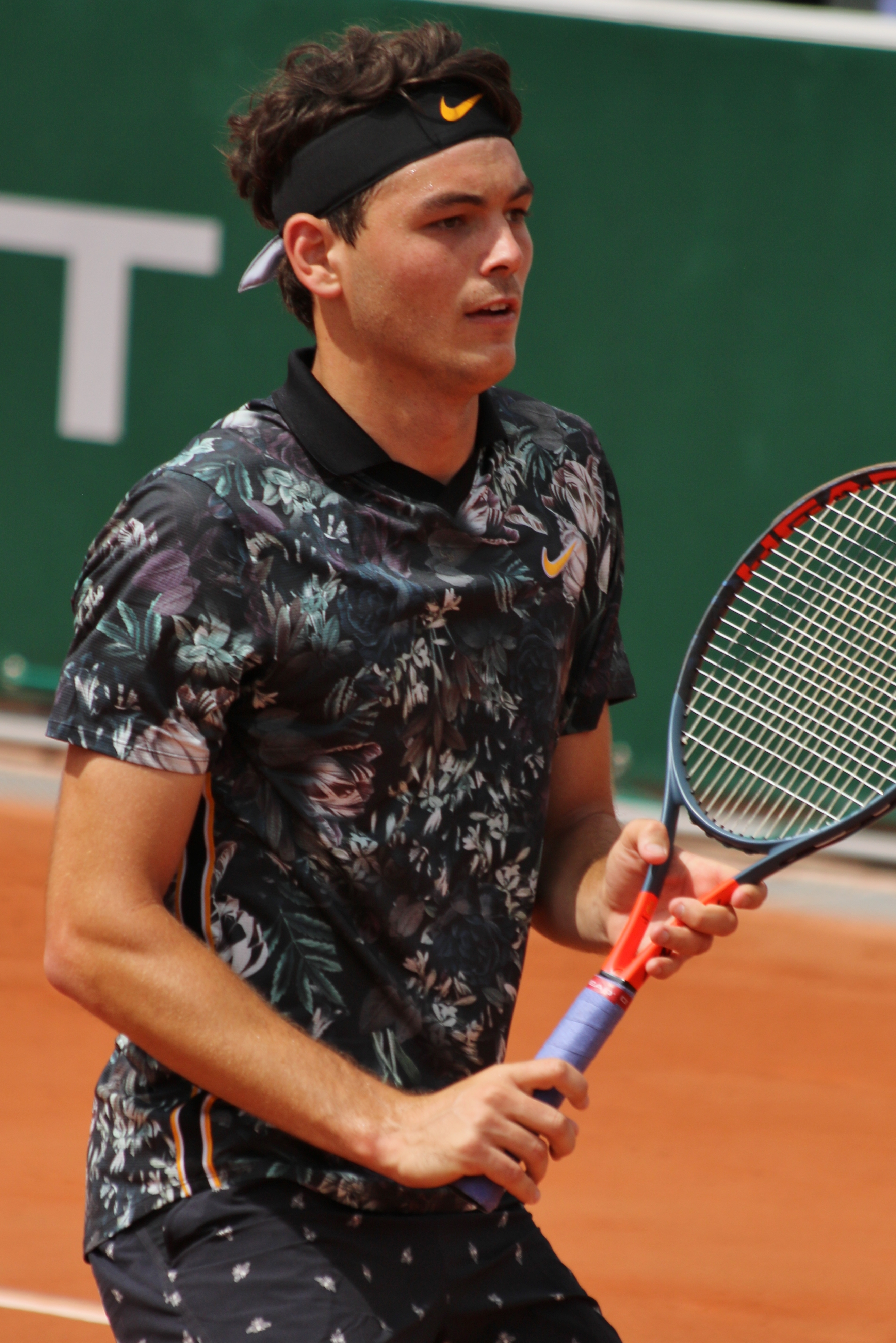
2019年全仏オープンでのテイラー・フリッツ

全豪オープンでは2回戦でガエル・モンフィスに勝利するも、3回戦では第3シードのロジャー・フェデラーに敗れた。
モンテカルロ・マスターズでは3回戦でノバク・ジョコビッチに敗れた。マドリード・マスターズでもジョコビッチに、ローマ・マスターズでは錦織圭にそれぞれ2回戦で敗れた。リヨン・オープンではベスト4入りをする。準決勝ではブノワ・ペールに敗退。全仏オープンではロベルト・バウティスタ・アグートに2回戦敗退。
6月のイーストボーン国際では準決勝でカイル・エドマンドを下すと、決勝ではサム・クエリーに6-3, 6-4で勝利し、ツアー初優勝を果たした。
ウィンブルドン選手権では1回戦で大会準優勝経験者のトマーシュ・ベルディハに勝利するも、2回戦でヤン＝レナード・ストルフに敗れた。

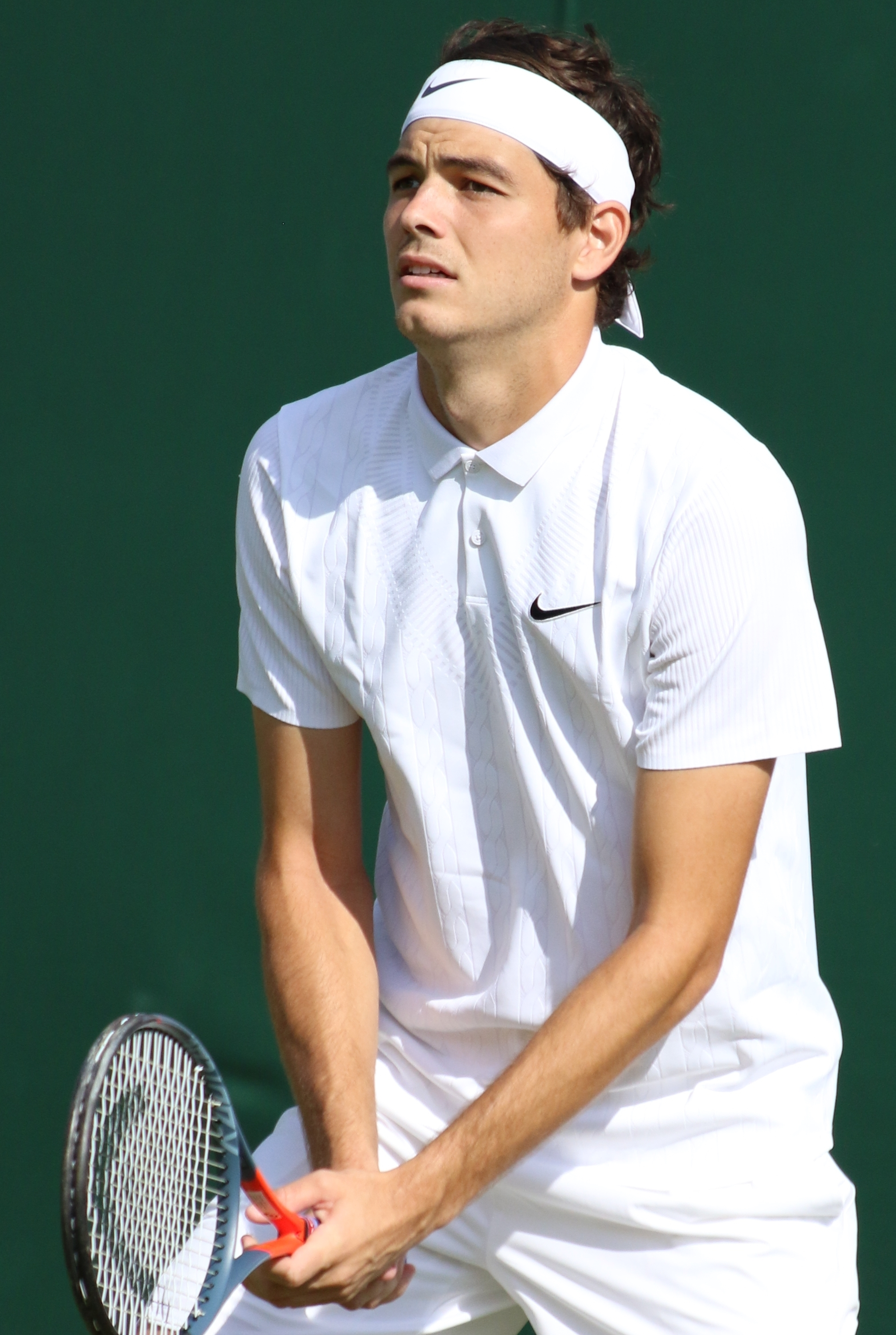
2019年ウィンブルドン選手権でのテイラー・フリッツ

8月にはアトランタ・テニス選手権とアビエルト・メキシコ・ロス・カボスの2週連続決勝進出をして、共に準優勝を飾った。
全米オープンでは1回戦でフェリシアーノ・ロペスに初戦敗退となったが、レーバーカップには世界選抜として選抜され、ドミニク・ティエムを破る活躍ぶりを見せる。上海マスターズでは2回戦でカレン・ハチャノフに敗退。スイス・インドアでは同胞の幼馴染であるライリー・オペルカとペアを組み、ダブルス準優勝。パリ・マスターズでステファノス・チチパスに2回戦で敗れた。年間最終ランキングは32位。

### 2020年 トップ25入り
ATPカップにはアメリカ代表として選出された。結果はラウンドロビン敗退。
全豪オープンでは1回戦でケビン・アンダーソンにフルセットで勝利するも、ドミニク・ティエムに3回戦で敗れた。メキシコ・オープンでは初のATPツアー500決勝に進出。決勝ではラファエル・ナダルに敗れたが、自己最高24位を更新。全米オープンでは3回戦でデニス・シャポバロフにフルセットで敗れた。全仏オープンでは第27シードとして出場。ロレンツォ・ソネゴに3回戦で敗れた。今季は開催されなかったウィンブルドン選手権を除き、グランドスラム大会すべてで3回戦進出を果たした。年間最終ランキングは29位。

### 2021年 マスターズベスト4
全豪オープンでは第27位にシードとして出場。2回戦で同胞の幼馴染であるライリー・オペルカにフルセットで勝利。3回戦では第1シードのノバク・ジョコビッチにフルセットで惜敗。
カタール・エクソンモービル・オープンではベスト4進出。準決勝ではニコロズ・バシラシビリに敗れた。ドバイ・テニス選手権では2回戦でニコロズ・バシラシビリにリベンジを果たしたが、3回戦ではアンドレイ・ルブレフに敗れた。マイアミ・オープンで第22位シードとして出場して、マスターズ1000初の4回戦進出するも、4回戦で第32シードのアレクサンダー・ブブリクに敗退。

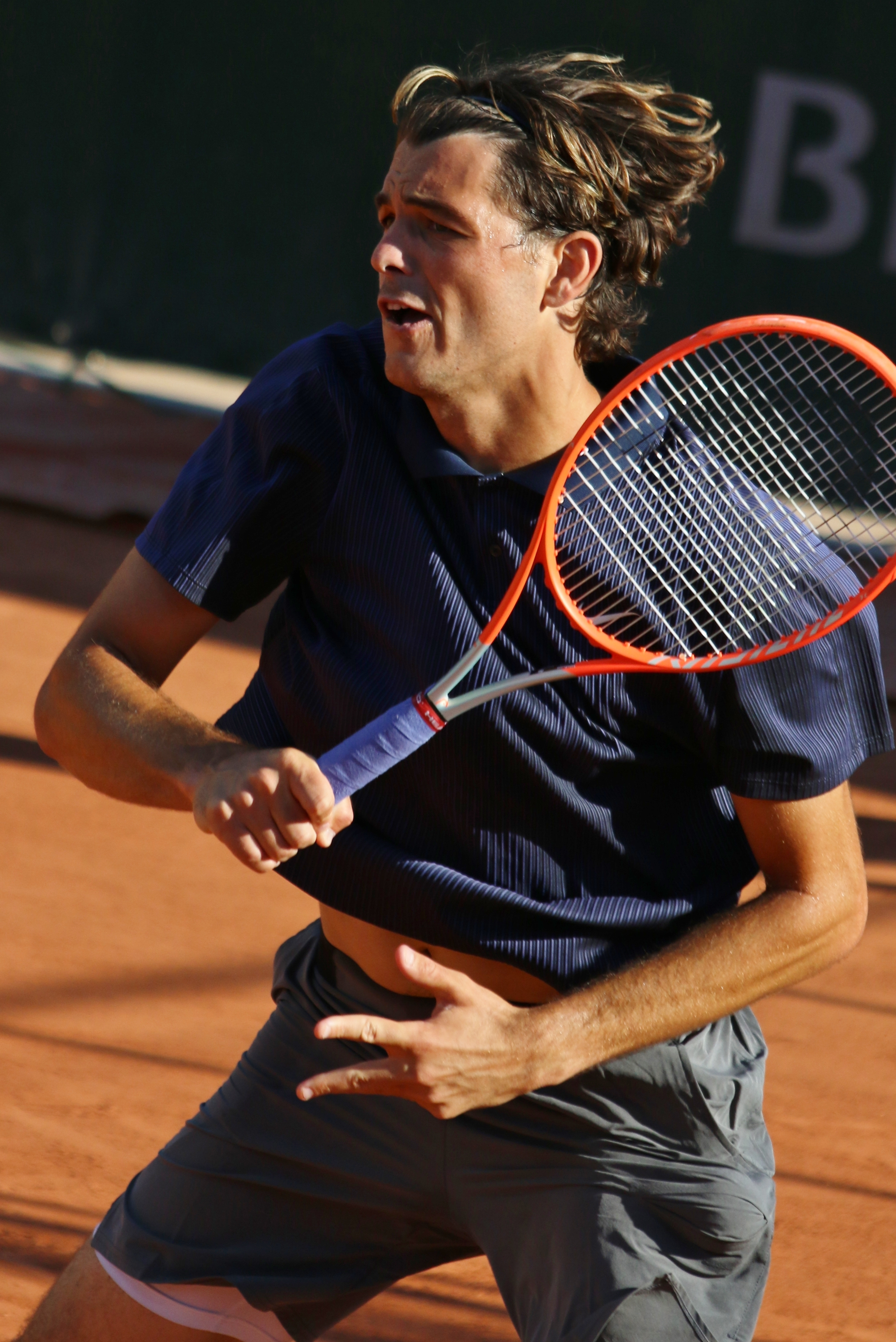
2021年全仏オープンでのテイラー・フリッツ

全仏オープンでは第30シードで出場。1回戦でジョアン・ソウザに勝利。2回戦ではドミニク・コプファーに敗れた。その後は手術を受けてウィンブルドン出場のためにリハビリに時間を要した。ウィンブルドン選手権では3回戦進出。3回戦では第4シードのアレクサンダー・ズベレフに敗れた。全米オープンでは2回戦敗退。
BNPパリバ・オープンでは第5シードのマッテオ・ベレッティーニ、第10シードのヤニック・シナー、第3シードのアレクサンダー・ズベレフらを下して、マスターズ1000初のベスト4進出と同時にトップ10選手3人に勝利を収めた。パリ・マスターズではベスト8入り。準々決勝ではノバク・ジョコビッチに敗れた。年間最終ランキングは23位。

### 2022年 マスターズ初優勝 ウィンブルドンベスト8 ATPファイナルズベスト4 世界8位
全豪オープンでは第20シードとして出場。2回戦で同胞のフランシス・ティアフォー、3回戦で第15シードのロベルト・バウティスタ・アグートを下して、グランドスラム初の4回戦進出。4回戦では第4シードのステファノス・チチパスに敗れた。BNPパリバ・オープンでは準決勝でアンドレイ・ルブレフを5-7, 4-6のストレートで破り、ATPマスターズ1000初の決勝進出。決勝ではラファエル・ナダルと対決して6-3, 7-6(5)で勝利して、マスターズ1000初優勝を果たした。続くマイアミ・オープンでは2年連続4回戦進出して、ミオミル・キツマノビッチに敗れた。

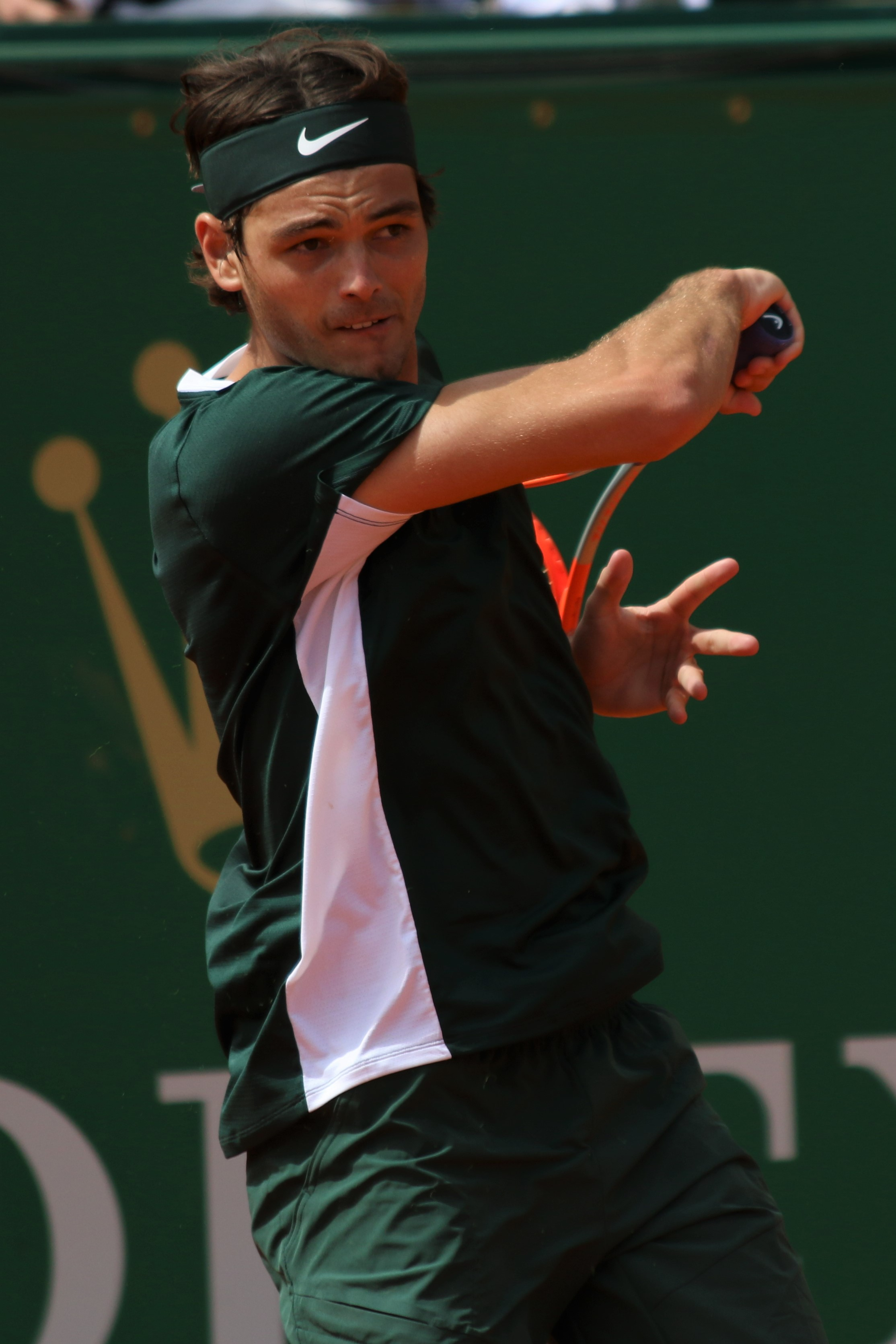
2022年モンテカルロ・マスターズでのテイラー・フリッツ

モンテカルロ・マスターズではベスト8入り。準々決勝でアレハンドロ・ダビドビッチ・フォキナに敗れた。第13シードで迎えた全仏オープンでは2回戦でバーナベ・ザパタ・ミラージェスに6-3, 2-6, 2-6, 3-6で敗れた。

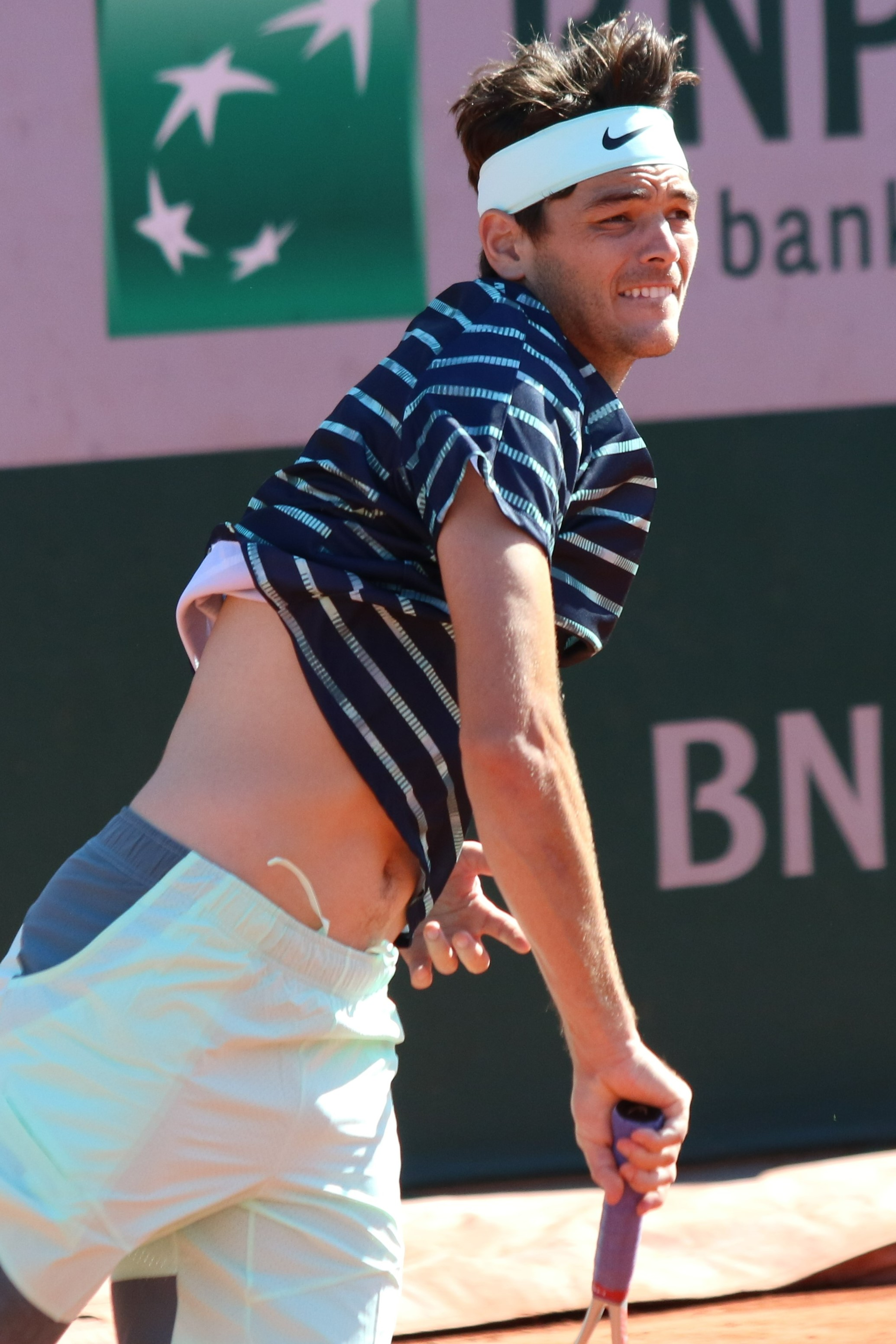
2022年全仏オープンでのテイラー・フリッツ

イーストボーン国際では2019年ぶりの大会決勝進出。決勝でマクシム・クレシーを6-2, 6-7(4), 7-6(5)で破り、ツアー3勝目を挙げた。そして第11シードとして出場したウィンブルドン選手権ではグランドスラム初のベスト8入りを果たした。準々決勝では第2シードのラファエル・ナダルに6-3, 5-7, 6-3, 5-7, 7-6(4)のフルセットの熱戦の末に惜敗。
ナショナル・バンク・オープンでは初の3回戦進出。3回戦ではダニエル・エバンスに敗れた。ウエスタン・アンド・サザン・オープンでも初のベスト8入り。準々決勝でダニール・メドベージェフに敗退。第10シードで迎えた全米オープンでは1回戦敗退。
レーバーカップでは世界選抜として出場してキャメロン・ノーリーを6-1, 4-6, 10-8で破り、チーム・ワールドの初優勝に貢献した。さらに楽天ジャパン・オープンでは準決勝でデニス・シャポバロフに6-3, 6-7(5), 6-3,で破り、決勝では同胞のフランシス・ティアフォーを7-6(3), 7-6(2)で下してATPツアー・500シリーズ初優勝を果たして、今季3勝及びツアー通算4勝目を挙げた。大会後には世界ランキング8位になり、トップ10入りを果たした。会見では「信じられないくらい最高にうれしい」とコメントした。
レースランキング上は9位だったがカルロス・アルカラスが欠場したため、繰り上がりにより2022年ATPファイナルズ初出場を果たす。グループステージではキャスパー・ルードに3-6, 6-4, 6-7(6)で敗れたが、フェリックス・オジェ＝アリアシムに7-6(4), 6-7(5), 6-2で、ラファエル・ナダルに7-6(3), 6-1でそれぞれ勝利。準決勝ではノバク・ジョコビッチに6-7(5), 6-7(6)で敗退し、ベスト4入り。
デビスカップ2022ではアメリカ合衆国として出場。決勝トーナメントではイタリアのロレンツォ・ムゼッティに7-6(8), 6-3のストレートで勝利するも、チームは1-2で敗れ、ベスト8入り。年間最終ランキングは9位。

### 2023年 全米ベスト8 ツアー通算200勝 ユナイテッド杯初優勝 世界5位
1月、ユナイテッド・カップでは決勝でイタリアのマッテオ・ベレッティーニを7-6(4), 7-6(6)で競り勝ち、大会初優勝にアメリカ合衆国を導いた。全豪オープンでは第8シードとして出場。1回戦ではニコロズ・バシラシビリを6-4, 6-2, 4-6, 7-5で破り、5年連続初戦突破するも、2回戦でアレクセイ・ポピリンに7-6(4), 6-7(2), 4-6, 7-6(6), 2-6で敗退。

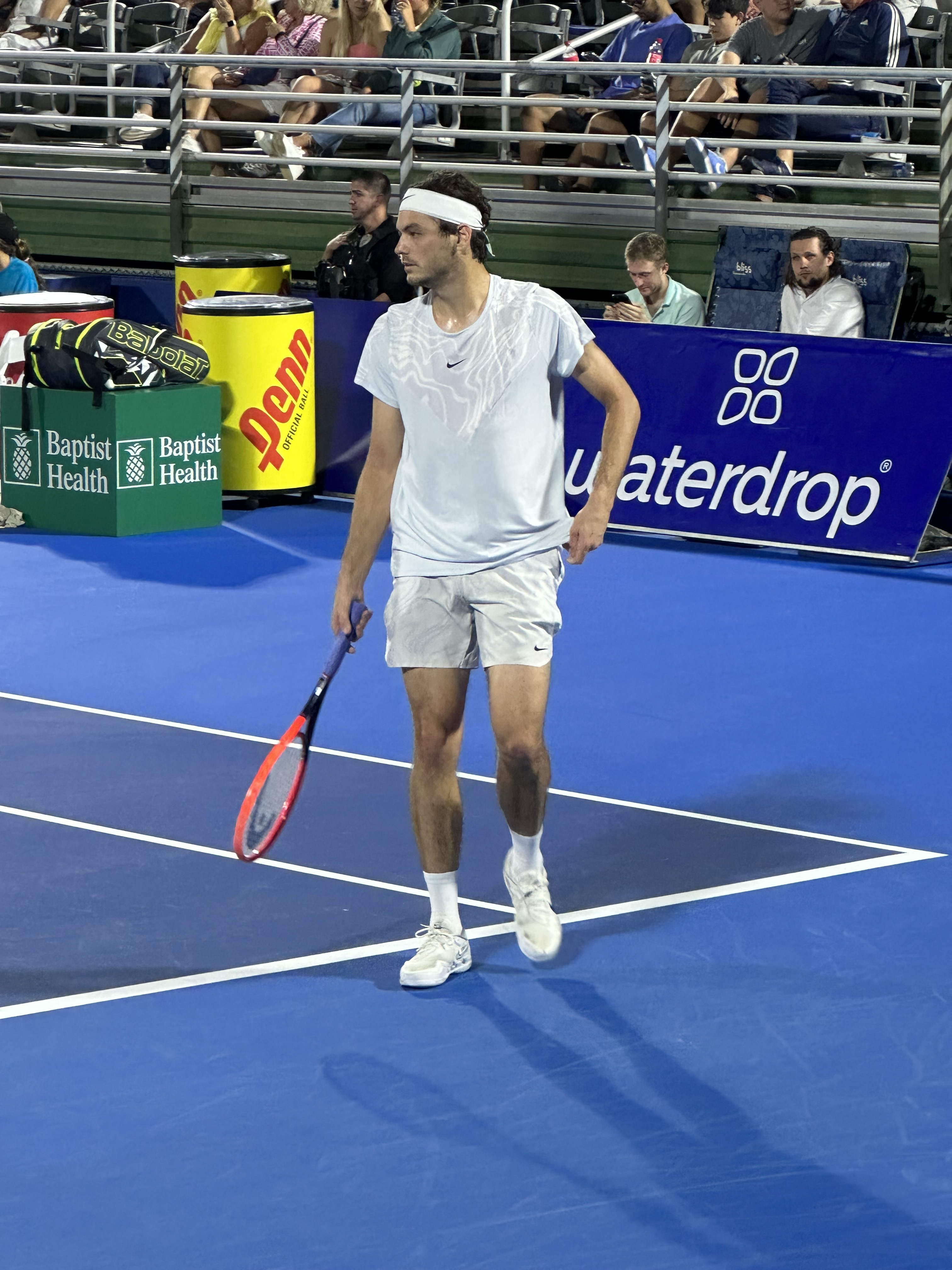
2023年デルレイビーチ・オープンでのテイラー・フリッツ

2月、ダラス・オープンではベスト4入りするも、準決勝で吴易昺に7-6(3), 5-7, 4-6で敗れた。デルレイビーチ・オープンでは決勝でミオミル・キツマノビッチを6-0, 5-7, 6-2で破り、ツアー5勝目を挙げ、大会後に自己最高ランキング5位を更新。
3月、アカプルコでは準決勝で同胞のトミー・ポールに3-6, 7-6(2), 6-7(2)で敗れた。BNPパリバ・オープンではベスト8入り。準々決勝でヤニック・シナーに4-6, 6-4, 4-6で敗れた。続くマイアミ・オープンでもベスト8入り。準々決勝でカルロス・アルカラスに4-6, 2-6で敗れた。

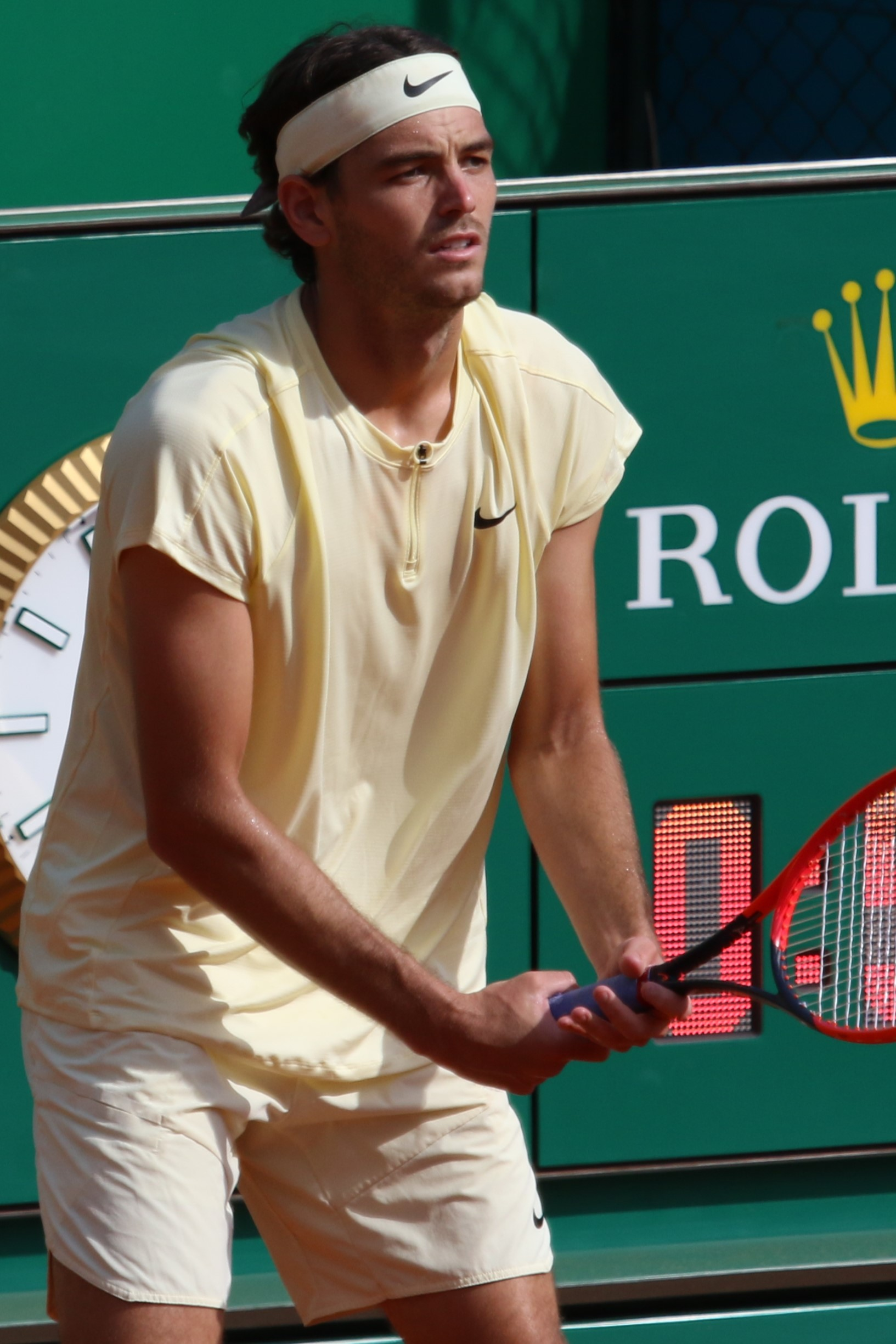
2023年モンテカルロ・マスターズでのテイラー・フリッツ

4月、モンテカルロ・マスターズでは準々決勝で2連覇中の第2シードのステファノス・チチパスを6-2, 6-4で下し、初のベスト4入り。さらにこの勝利によりツアー通算200勝を達成。準決勝でアンドレイ・ルブレフに7-5, 1-6, 3-6で敗れた。BMWオープンでは準決勝でボーティック・ファン・デ・ザンスフルプに4-6, 6-7(2)で敗れた。
5月、マドリード・オープンでは初の4回戦進出。4回戦ではジャン・ジジェン に6-3, 6-7(5), 6-7(8)で敗れた。ローマ・マスターズではヤニック・ハンフマンに4-6, 1-6で初戦敗退。ジュネーブ・オープンではベスト4入りするも、準決勝でグリゴール・ディミトロフに6-3, 5-7, 6-7(2)で敗れた。
6月、全仏オープンでは第9シードとして出場。2回戦でアーサー・リンダークネッシュを2-6, 6-4, 6-3, 6-4で下して、3回戦では第23シードのフランシスコ・セルンドロに6-3, 3-6, 4-6, 5-7で敗れた。同月下旬、クイーンズ・クラブ選手権ではイジー・レヘチカと組み、ダブルス準優勝を飾った。
7月、ウィンブルドン選手権では第9シードとして出場して、1回戦でハンフマンを6-4, 2-6, 4-6, 7-5, 6-3で破り、2回戦ではミカエル・イマーを6-3, 6-2, 3-6, 4-6, 6-2のフルセットの末に敗れた。アトランタ・オープンでは決勝で アレクサンダル・ブキッチを7-5, 6-7(5), 6-4で勝利し、ツアー6勝目を挙げた。
8月、ロジャーズ・カップでは4回戦でアレックス・デミノーに6-7(7), 6-4, 1-6で敗れた。ウエスタン・アンド・サザン・オープンでは初のベスト8入りするも、準々決勝ではノバク・ジョコビッチに0-6, 4-6で敗退。

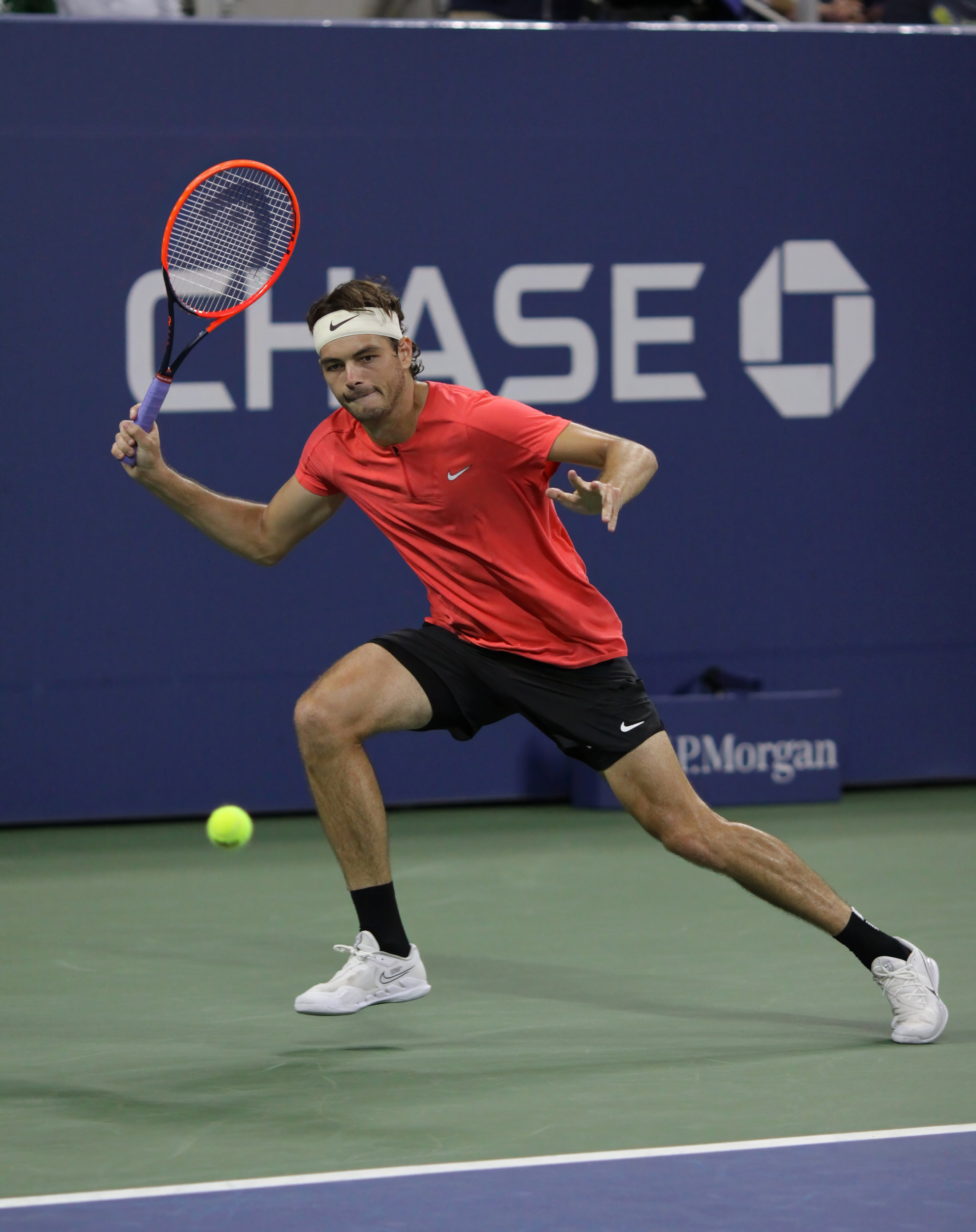
2023年全米オープンでのテイラー・フリッツ

9月、全米オープンでは第9シードとして出場して、すべてストレートで勝ち上がり、初のベスト8入り。準々決勝ではジョコビッチに1-6, 4-6, 4-6のストレートで敗退。レーバーカップでは世界選抜として参戦。シングルスではルブレフを6-2, 7-6(3)で下して、チームの2連覇に貢献した。
10月、上海マスターズでは2回戦で綿貫陽介を7-6(2), 6-7(6), 6-4で勝利するも、2回戦ではディエゴ・シュワルツマンに4-6, 6-3, 6-7(5)で敗れた。ジャパン・オープンではキャメロン・ノリーを6-4, 6-3で下すも、2回戦で望月慎太郎に6-0, 4-6, 6-7(2)で敗れた。スイス・インドアでは2回戦でアレクサンダー・シェフチェンコに7-6(7), 6-7(6), 6-7(5)で敗れた。
11月、パリ・マスターズでは2回戦を前に怪我のため棄権を申し出て、シーズンを少し早めに終了させた。年間最終ランキングは10位。

### 2024年 全米準優勝 パリ五輪銅メダル ATPファイナルズ準優勝 世界4位
1月、ユナイテッドカップでは2年連続で参戦してイギリスを下すも、オーストラリアに敗れ、チームはグループステージ敗退となった。全豪オープンでは第12シードとして出場。4回戦で前年度準優勝者の第7シードのステファノス・チチパスを7-6(3), 5-7, 6-3, 6-3で下して大会初のベスト8入り。準々決勝では第1シードのノバク・ジョコビッチに6-7(3), 6-4, 2-6, 3-6で敗れた。

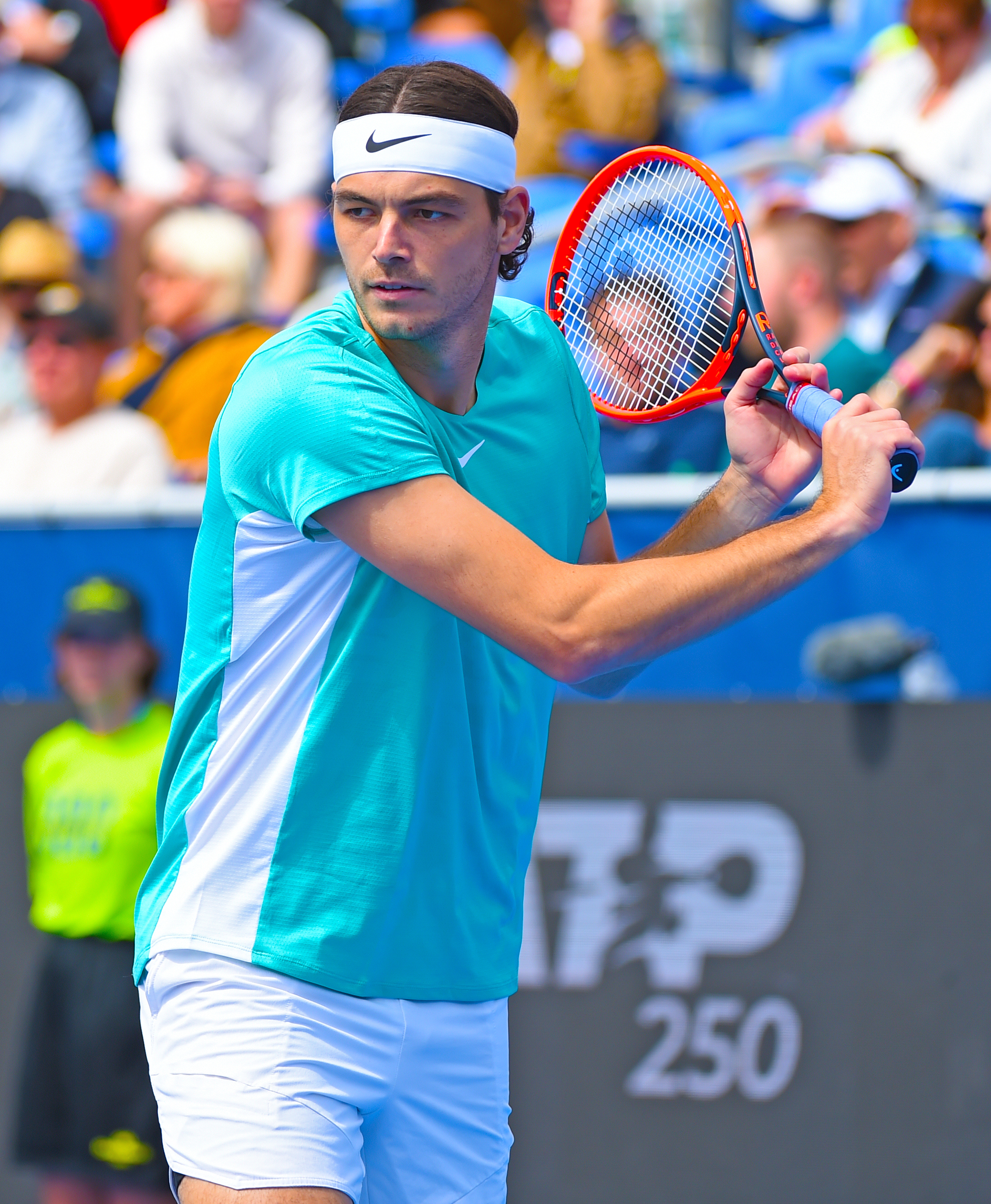
2024年デルレイビーチ・オープンでのテイラー・フリッツ

2月、デルレイビーチ・オープンでは決勝でトミー・ポールを6-2, 6-3のストレートで破り、ツアー7勝目を挙げた。
3月、BNPパリバ・オープンでは4回戦まで進出するも、4回戦ではホルガ・ルーネに6-2, 6-7(2), 3-6の逆転で敗れた。マイアミ・オープンではチアゴ・ザイボチ・ヴィウチに3-6, 4-6のストレートで初戦敗退。
4月、モンテカルロ・マスターズではロレンツォ・ムゼッティに4-6, 4-6のストレートで初戦敗退。BMWオープンでは決勝進出。決勝ではヤン＝レナード・ストルフに5-7, 3-6のストレートで敗れ、準優勝。
5月、マドリード・オープンでは大会初のベスト4進出。準決勝ではアンドレイ・ルブレフに4-6, 3-6のストレートで敗退した。ローマ・マスターズではベスト8進出するも、準々決勝でアレクサンダー・ズベレフに4-6, 3-6のストレートで敗れたが、ベスト8入りしたことでツアー通算250勝を達成した。
6月、全仏オープンでは第12シードとして出場。3回戦ではタナシ・コキナキスに6-3, 6-2, 6-7(4), 5-7, 6-3のフルセットで破り、大会初の4回戦進出となったが、4回戦では第7シードのキャスパー・ルードに6-7(6), 6-3, 4-6, 2-6で敗れ、初のベスト8進出とはならなかった。クイーンズ・クラブ選手権では準々決勝でジョーダン・トンプソンに4-6, 3-6のストレートで敗れたが、カレン・ハチャノフと組んだダブルスでは決勝でニール・スクプスキ/マイケル・ヴィーナス組に6-4, 6-7(5), 8-10で敗れ、準優勝を飾った。さらに翌週のイーストボーン国際では決勝でマックス・パーセルを6-4, 6-3のストレートで下して、ツアー8勝目を挙げた。
7月、ウィンブルドン選手権では第13シードとして出場し、4回戦では第4シードのズベレフに4-6, 6-7(4), 6-4, 7-6(3), 6-3の2セットダウンからの大逆転で破り、2022年以来となる自身2度目のベスト8進出を果たした。準々決勝では第25シードのロレンツォ・ムゼッティに6-3, 6-7(5), 2-6, 6-3, 1-6のフルセットの末に敗れ、初のベスト4進出とはならなかった。
2024年パリオリンピックのテニス競技ではアメリカ代表として初出場。シングルスでは1回戦でアレクサンダー・ブブリクを6-4, 6-4、2回戦でジャック・ドレイパーを6-7(3), 6-3, 6-2で破るも、3回戦ではムゼッティに4-6, 5-7のストレートで敗れた。しかし、ダブルスではトミー・ポールと組み、ベスト8進出。準々決勝ではイギリス代表のアンディ・マレー/ダニエル・エバンス組を6-2, 6-4のストレートで破り、準決勝でオーストラリア代表のジョン・ピアース/マックス・パーセル組に5-7, 2-6のストレートで敗れたが、3位決定戦ではチェコ代表のアダム・パブラセク/トマーシュ・マハーチ組を6-3, 6-4のストレートで勝利したことで3位となり、銅メダルを獲得した。
9月、全米オープンでは第12シードとして出場。そのままストレートで勝ち上がり、4回戦では第8シードのキャスパー・ルードを3-6, 6-4, 6-3, 6-2の逆転で破り、2年連続ベスト8進出。準々決勝では第4シードのズベレフを7-6(2), 3-6, 6-4, 7-6(3)で破り、グランドスラム初のベスト4進出。準決勝では第12シードのフランシス・ティアフォーを4-6, 7-5, 4-6, 6-4, 6-1のフルセットで破り、2003年のアンディ・ロディック以来となる21年ぶり大会決勝進出。初優勝をかけて決勝では第1シードのヤニック・シナーに3-6, 4-6, 5-7のストレートで敗れたが、地元で準優勝を飾った。大会後には準優勝を飾ったことを振り返り「これまで以上に努力を続けようという意欲が湧いた」と明かした。
レーバーカップでは4度目の世界選抜としての参戦を果たす。シングルス第1試合ではズベレフに6-4, 7-5で勝利するも、第2試合ではアルカラスに2-6, 5-7で敗れ、ベン・シェルトンと組んだダブルスではズベレフ/アルカラス組に6-7(5), 4-6で敗れ、世界選抜の連覇とはならなかった。ディフェンディングチャンピオンかつ第1シードとして迎えた木下ジャパン・オープンテニスではアルトゥール・フィスに4-6, 6-3, 3-6で初戦敗退。
10月、上海マスターズでは準々決勝でダビド・ゴファンを6-3, 6-4のストレートで下して初のベスト4進出。準決勝ではジョコビッチに4-6, 6-7(6)のストレートで敗れた。パリ・マスターズではドレイパーに6-7(6), 6-4, 4-6で初戦敗退。
11月、2024年ATPファイナルズではレースランキング5位として2年ぶりに出場。「イリ・ナスターゼグループ」に割り振られ、シナー（4-6, 4-6）、メドベージェフ（6-4, 6-3）、アレックス・デミノー（5-7, 6-4, 6-3）戦を終え、予選2位で決勝トーナメント進出を決めた。準決勝ではズベレフを6-3, 3-6, 7-6(3)で破り、初の決勝進出。決勝ではシナーに4-6, 4-6のストレートで敗れ、準優勝を飾り、大会後には自己最高4位を更新した。年間最終ランキングは4位。

## ATPツアー決勝進出結果

### シングルス：18回（10勝8敗）
| 大会グレード                    |
| グランドスラム (0–1)            |
| ATPファイナルズ (0–1)           |
| ATPツアー・マスターズ1000 (1–0) |
| ATPツアー500 (1–1)              |
| ATPツアー250 (8–5)              |

| サーフェス別タイトル |
| ハード (5–7)         |
| クレー (0–1)         |
| 芝 (5–0)             |

| 結果   | No. | 決勝日         | 大会                 | サーフェス    | 対戦相手                   | スコア                 |
| ------ | --- | -------------- | -------------------- | ------------- | -------------------------- | ---------------------- |
| 準優勝 | 1.  | 2016年2月14日  | メンフィス           | ハード (室内) | 錦織圭                     | 4-6, 4-6               |
| 優勝   | 1.  | 2019年6月29日  | イーストボーン       | 芝            | サム・クエリー             | 6-3, 6-4               |
| 準優勝 | 2.  | 2019年7月28日  | アトランタ           | ハード        | アレックス・デミノー       | 3-6, 6-7(2-7)          |
| 準優勝 | 3.  | 2019年8月3日   | ロス・カボス         | ハード        | ディエゴ・シュワルツマン   | 6-7(6-8), 3-6          |
| 準優勝 | 4.  | 2020年2月29日  | アカプルコ           | ハード        | ラファエル・ナダル         | 3-6, 2-6               |
| 準優勝 | 5.  | 2021年10月31日 | サンクトペテルブルク | ハード (室内) | マリン・チリッチ           | 6-7(3-7), 6-4, 4-6     |
| 優勝   | 2.  | 2022年3月20日  | インディアンウェルズ | ハード        | ラファエル・ナダル         | 6-3, 7-6(7-5)          |
| 優勝   | 3.  | 2022年6月25日  | イーストボーン       | 芝            | マクシム・クレシー         | 6-2, 6-7(4-7),7-6(7-5) |
| 優勝   | 4.  | 2022年10月9日  | 東京                 | ハード        | フランシス・ティアフォー   | 7-6(7-3), 7-6(7-2)     |
| 優勝   | 5.  | 2023年2月20日  | デルレイビーチ       | ハード        | ミオミル・ケツマノビッチ   | 6-0, 5-7, 6-2          |
| 優勝   | 6.  | 2023年7月30日  | アトランタ           | ハード        | アレクサンダー・ブキッチ   | 7-5, 6-7(5-7), 6-4     |
| 優勝   | 7.  | 2024年2月19日  | デルレイビーチ       | ハード        | トミー・ポール             | 6-2, 6-3               |
| 準優勝 | 6.  | 2024年4月20日  | ミュンヘン           | クレー        | ヤン＝レナルト・シュトルフ | 5-7, 3-6               |
| 優勝   | 8.  | 2024年6月29日  | イーストボーン       | 芝            | マックス・パーセル         | 6-4, 6-3               |
| 準優勝 | 7.  | 2024年9月9日   | 全米オープン         | ハード        | ヤニック・シナー           | 3-6, 4-6, 5-7          |
| 準優勝 | 8.  | 2024年11月17日 | トリノ               | ハード (室内) | ヤニック・シナー           | 4-6, 4-6               |
| 優勝   | 9.  | 2025年6月15日  | シュトゥットガルト   | 芝            | アレクサンダー・ズベレフ   | 6-3, 7-6(7-0)          |
| 優勝   | 10. | 2025年6月29日  | イーストボーン       | 芝            | ジェンソン・ブルックスビー | 7-5, 6-1               |

## 成績
略語の説明
| W | F | SF | QF | #R | RR | Q# | LQ | A | Z# | PO | G | S | B | NMS | P | NH |

W=優勝, F=準優勝, SF=ベスト4, QF=ベスト8, #R=#回戦敗退, RR=ラウンドロビン敗退, Q#=予選#回戦敗退, LQ=予選敗退, A=大会不参加, Z#=デビスカップ/BJKカップ地域ゾーン, PO=デビスカップ/BJKカッププレーオフ, G=オリンピック金メダル, S=オリンピック銀メダル, B=オリンピック銅メダル, NMS=マスターズシリーズから降格, P=開催延期, NH=開催なし.

### シングルス

#### グランドスラム大会
| 大会           | 2014 | 2015 | 2016 | 2017 | 2018 | 2019 | 2020 | 2021 | 2022 | 2023 | 2024 | 2025 | 通算成績 |
| -------------- | ---- | ---- | ---- | ---- | ---- | ---- | ---- | ---- | ---- | ---- | ---- | ---- | -------- |
| 全豪オープン   | A    | A    | 1R   | 1R   | LQ   | 3R   | 3R   | 3R   | 4R   | 2R   | QF   | 3R   | 16–9     |
| 全仏オープン   | A    | A    | 1R   | A    | 1R   | 2R   | 3R   | 2R   | 2R   | 3R   | 4R   | 1R   | 10–9     |
| ウィンブルドン | A    | A    | 1R   | 1R   | 2R   | 2R   | NH   | 2R   | QF   | 2R   | QF   | SF   | 18–9     |
| 全米オープン   | Q1   | Q1   | 1R   | 2R   | 3R   | 1R   | 3R   | 2R   | 1R   | QF   | F    |      | 16–9     |

### 大会最高成績
| 大会                     | 成績 | 年         |
| ------------------------ | ---- | ---------- |
| ATPファイナルズ          | F    | 2024       |
| インディアンウェルズ     | W    | 2022       |
| マイアミ                 | SF   | 2025       |
| モンテカルロ             | SF   | 2023       |
| マドリード               | SF   | 2024       |
| ローマ                   | QF   | 2024       |
| カナダ                   | SF   | 2025       |
| シンシナティ             | QF   | 2022, 2023 |
| 上海                     | SF   | 2024       |
| パリ                     | QF   | 2021       |
| オリンピック             | 3R   | 2024       |
| デビスカップ             | QF   | 2022, 2024 |
| ATPカップ                | RR   | 2020       |
| ユナイテッド・カップ     | W    | 2023, 2025 |
| Next Gen ATPファイナルズ | RR   | 2018       |